# سارنوو (استان اوپوله)
سارنوو (به لهستانی: Sarnów) یک منطقهٔ مسکونی در لهستان است که در گمینا بچنا واقع شده‌است.